# Ropalopus hanae
Ropalopus hanae là một loài bọ cánh cứng trong họ Cerambycidae.